# Austur-Skaftafellssýsla
Austur-Skaftafellssýsla è una contea islandese, situata nella regione di Austurland. Questa contea ha una superficie di 3.041 km2 e, nel 2006, aveva una popolazione di 2 089 abitanti. Le principali risorse economiche della contea sono l'agricoltura e il turismo.

## Municipalità
La contea è situata nella circoscrizione del Suðurkjördæmi e comprende un solo comune comune:
- Hornafjörður
  - (Bær)
  - (Bjarnanes)
  - (Borgarhöfn)
  - (Brunnhólskirkja)
  - (Höfn)
  - (Kálfafellsstaður)
  - (Knappavellir)
  - (Sandfell)
  - (Skaftafell)
  - (Stafafell)
  - (Svínafell)